# Налог на роскошь
Налог на роскошь (также налог на расходы) — налог, налагаемый государством на предметы роскоши. 
Налоги на роскошь – это прямые налоги, которые налоговый кредитор взимает непосредственно с налогового должника. Исторические: налог на пудру и налог на шляпы в Великобритании в XIX веке.
В России в апреле 2009 года Председатель (спикер) Совета Федерации Федерального собрания России Сергей Миронов («Справедливая Россия») попытался провести закон о налоге на роскошь. О подобном же намерении он заявил и в 2021 году. В 2017 году Федеральным законом №214-ФЗ были внесены поправки в Налоговый кодекс России, в результате формально введён новый налог на роскошь в виде повышающих коэффициентов на транспортный налог: он разделил все дорогие автомобили на 4 класса премиальных сегментов, а также на возрасты машин. 
Минпромторг России ежегодно формирует списки легковых автомобилей средней стоимостью от 3 млн рублей для расчёта налога на роскошь по специальному коэффициенту. При этом параметры расчётов зависят от попадания средней стоимости конкретной модели в одну из категорий (от 3 до 5 млн рублей; от 5 до 10 млн рублей; от 10 до 15 млн рублей).
В марте 2025 года был опубликован перечень из 555 моделей автомобилей и электромобилей, подлежащих обложению налогом на роскошь. Перечень состоит из двух списков. В первом транспортные средства средней стоимостью от 10 млн до 15 млн рублей включительно и выпуска не более десяти лет назад (всего 303 модели премиум-класса от производителей Aito, Aston Martin, Audi, Bentley, BMW, Cadillac, Chevrolet, Ferrari, Genesis, HiPhi, Hongqi, Hyundai, Jaguar, Jeep, Lamborghini, Land Rover, Lexus, LiXiang, Maserati, Mercedes-Benz, Porsche, Seres, Tank, Voyah и Zeekr). Во втором – 202 авто средней стоимостью от 15 млн рублей и не старше 20 лет с года выпуска (Aston Martin, Audi, Aurus, Bentley, BMW, Bugatti, Byd, Cadillac, Ferrari, Hongqi, Lamborghini, Land Rover, Lotus, Maserati, Mercedes-Benz, M-HERO, Porsche, Rolls-Royce).
На Украине налог на роскошь был введён в 2014 году.
В Германии: см. налог на расходы